# Presseux (Sprimont)
Pour les articles homonymes, voir Presseux.
Presseux est un hameau de la commune belge de Sprimont situé en Région wallonne dans la province de Liège.
Ce hameau faisait déjà partie de l'ancienne commune de Sprimont. Il est situé dans la région du Condroz.

## Description
Le hameau est constitué d'une vingtaine de maisons, fermes et fermettes principalement construites en moellons de grès. Il se trouve entre les villages de Rouvreux, Sprimont, Chanxhe et Fraiture.
En contrebas du hameau, se trouve la ferme-château de Presseux, une ferme en carré bâtie en grès avec la partie supérieure constituée de colombages. Elle est actuellement utilisée comme gîtes ruraux.
Au nord du hameau, la réserve ornithologique de Presseux, d'une superficie de 140 ha, sert d'habitat à plusieurs rapaces.